# Plan de numérotation en Asie

Les préfixes téléphoniques en Asie commencent par l’un de ces six chiffres: 2,3,6,7,8,9.

Les numéros de téléphone en Asie contiennent le plus grand nombre de préfixes possibles sur tous les continents: 2, 3, 6, 7, 8, 9. Vous trouverez ci-dessous une liste des indicatifs des différents pays et territoires en Asie. 

## États et territoires et leurs indicatifs téléphoniques
| Pays                                     | Region | Indicatif téléphonique | Préfixe d'appel international | Plan de numérotation | Article Wikipédia principal                                      |
| ---------------------------------------- | ------ | ---------------------- | ----------------------------- | -------------------- | ---------------------------------------------------------------- |
| Afghanistan                              | 9      | +93                    | 00                            |                      | Plan de numérotation en Afghanistan                              |
| Arménie                                  | 3      | +374                   | 00                            |                      | Plan de numérotation en Arménie                                  |
| Azerbaïdjan                              | 9      | +994                   | 00                            |                      | Plan de numérotation en Azerbaïdjan                              |
| Bahreïn                                  | 9      | +973                   | 00                            |                      | Plan de numérotation à Bahreïn                                   |
| Bangladesh                               | 8      | +880                   | 00                            |                      | Plan de numérotation au Bangladesh                               |
| Bhoutan                                  | 9      | +975                   | 00                            |                      | Plan de numérotation au Bhoutan                                  |
| Territoire britannique de l'océan Indien | 2      | +246                   | 00                            |                      | Plan de numérotation du Territoire britannique de l'océan Indien |
| Brunei                                   | 6      | +673                   | 00                            | Pas de code zone     | Plan de numérotation au Brunei                                   |
| Cambodge                                 | 8      | +855                   | 00                            | Ouvert               | Plan de numérotation au Cambodge                                 |
| Chine                                    | 8      | +86                    | 00                            |                      | Plan de numérotation en Chine                                    |
| Chypre                                   | 3      | +357                   | 00                            |                      | Plan de numérotation à Chypre                                    |
| Égypte                                   | 2      | +20                    | 00                            |                      | Plan de numérotation en Égypte                                   |
| Géorgie                                  | 9      | +995                   | 00                            |                      | Plan de numérotation en Géorgie                                  |
| Hong Kong                                | 8      | +852                   | 001                           | Pas de code zone     | Plan de numérotation à Hong Kong                                 |
| Inde                                     | 9      | +91                    | 00                            |                      | Plan de numérotation en Inde                                     |
| Indonésie                                | 6      | +62                    | 00x, 01xxx (VoIP)             | Ouvert               | Plan de numérotation en Indonésie                                |
| Iran                                     | 9      | +98                    | 00                            |                      | Plan de numérotation en Iran                                     |
| Irak                                     | 9      | +964                   | 00                            |                      | Plan de numérotation en Irak                                     |
| Israël                                   | 9      | +972                   | 00, 01x                       |                      | Plan de numérotation en Israël                                   |
| Japon                                    | 8      | +81                    | 010                           |                      | Plan de numérotation au Japon                                    |
| Jordanie                                 | 9      | +962                   | 00                            |                      | Plan de numérotation en Jordanie                                 |
| Kazakhstan                               | 7      | +7                     | 8~10                          |                      | Plan de numérotation au Kazakhstan                               |
| Corée du Nord                            | 8      | +850                   | 00, 99                        |                      | Plan de numérotation en Corée du Nord                            |
| Corée du Sud                             | 8      | +82                    | 00 + carrier code             |                      | Plan de numérotation en Corée du Sud                             |
| Koweït                                   | 9      | +965                   | 00                            |                      | Plan de numérotation au Koweït                                   |
| Kirghizistan                             | 9      | +996                   | 00                            |                      | Plan de numérotation au Kirghizistan                             |
| Laos                                     | 8      | +856                   | 100                           | Ouvert               | Plan de numérotation au Laos                                     |
| Liban                                    | 9      | +961                   | 00                            |                      | Plan de numérotation au Liban                                    |
| Macao                                    | 8      | +853                   | 00                            |                      | Plan de numérotation à Macao                                     |
| Malaisie                                 | 6      | +60                    | 00                            | Ouvert               | Plan de numérotation en Malaisie                                 |
| Maldives                                 | 9      | +960                   | 00                            |                      | Plan de numérotation aux Maldives                                |
| Mongolie                                 | 9      | +976                   | 001                           |                      | Plan de numérotation en Mongolie                                 |
| Birmanie                                 | 9      | +95                    | 00                            | Ouvert               | Plan de numérotation au Myanmar                                  |
| Népal                                    | 9      | +977                   | 00                            |                      | Plan de numérotation au Népal                                    |
| Oman                                     | 9      | +968                   | 00                            |                      | Plan de numérotation à Oman                                      |
| Pakistan                                 | 9      | +92                    | 00                            |                      | Plan de numérotation au Pakistan                                 |
| Palestine                                | 9      | +970                   | 00                            |                      | Plan de numérotation en Palestine                                |
| Philippines                              | 6      | +63                    | 00                            | Ouvert               | Plan de numérotation aux Philippines                             |
| Qatar                                    | 9      | +974                   | 00                            |                      | Plan de numérotation au Qatar                                    |
| Russie                                   | 7      | +7                     | 8~10                          | Ouvert               | Plan de numérotation en Russie                                   |
| Arabie saoudite                          | 9      | +966                   | 00                            |                      | Plan de numérotation en Arabie Saoudite                          |
| Singapour                                | 6      | +65                    | 001, 002, 008                 | Pas de code zone     | Plan de numérotation à Singapour                                 |
| Sri Lanka                                | 9      | +94                    | 00                            | Ouvert               | Plan de numérotation au Sri Lanka                                |
| Syrie                                    | 9      | +963                   | 00                            |                      | Plan de numérotation en Syrie                                    |
| Taïwan                                   | 8      | +886                   | 002, 005, 006, 007, 009, 019  | Ouvert               | Plan de numérotation à Taïwan                                    |
| Tadjikistan                              | 9      | +992                   | 8~10                          |                      | Plan de numérotation au Tadjikistan                              |
| Thaïlande                                | 6      | +66                    | 001, 00x                      | Fermé avec le 0      | Plan de numérotation en Thaïlande                                |
| Timor oriental                           | 6      | +670                   | 00                            | Fermé                | Plan de numérotation au Timor oriental                           |
| Turquie                                  | 9      | +90                    | 00                            |                      | Plan de numérotation en Turquie                                  |
| Turkménistan                             | 9      | +993                   | 8~10                          |                      | Plan de numérotation au Turkménistan                             |
| Émirats arabes unis                      | 9      | +971                   | 00                            |                      | Plan de numérotation aux Émirats arabes unis                     |
| Ouzbékistan                              | 9      | +998                   | 8~10                          |                      | Plan de numérotation en Ouzbékistan                              |
| Vietnam                                  | 8      | +84                    | 00                            | Ouvert               | Plan de numérotation au Viêt Nam                                 |
| Yémen                                    | 9      | +967                   | 00                            |                      | Plan de numérotation au Yémen                                    |

## États et territoires sans indicatif téléphonique propre
| Nom du pays      | Indicatif pays          | Préfixe d'appel international | Article principal                             |
| ---------------- | ----------------------- | ----------------------------- | --------------------------------------------- |
| Abkhazie         | +995 44, +7 840, +7 940 | -                             | Plan de numérotation en Abkhazie              |
| Île Christmas    | +61 8 9164              | -                             | Plan de numérotation de l'île Christmas       |
| Îles Cocos       | +61 8 9162              | -                             | Plan de numérotation des îles Cocos (Keeling) |
| Nagorno-Karabakh | +374 47, +374 97        | -                             | Plan de numérotation du Haut-Karabakh         |
| Chypre du Nord   | +90 392                 | -                             | Plan de numérotation de Chypre du Nord        |
| Ossétie du Sud   | +995                    | -                             | Plan de numérotation en Ossétie du Sud        |